# Timothy Fayulu
Timothy Fayulu (* 24. Juli 1999 in Genf) ist ein schweizerisch-kongolesischer Fussballtorhüter.

## Karriere

### Verein
Fayulu begann seine Laufbahn bei dem CS Italien und dem Servette FC aus Genf, bevor er in die Jugend von Étoile Carouge wechselte. Zur Spielzeit 2015/16 wurde er in die zweite Mannschaft des Drittligisten befördert. Ein Jahr später schloss er sich dem unterklassigen Verein Olympique de Genève FC an. Im Februar 2018 wurde er an die zweite Mannschaft des FC Sion verliehen, für die er am 10. März 2018 (19. Spieltag) beim 1:2 gegen den SC Cham sein Debüt in der drittklassigen Promotion League gab. Bis Saisonende kam er zu insgesamt vier Einsätzen für die Reserve der Sittener. In der folgenden Spielzeit absolvierte er 16 Partien für die zweite Mannschaft. Zudem gab er am 22. Mai 2019 (35. Spieltag) sein Debüt für die Profis in der Super League, der höchsten Schweizer Spielklasse, als er beim 3:0 gegen den Grasshopper Club Zürich im Tor stand. Am letzten Spieltag, drei Tage später, kam er zu seinem zweiten Einsatz der Saison für die erste Mannschaft. Zur folgenden Spielzeit 2019/20 wurde Fayulu vom FC Sion fest verpflichtet. Bis zum Ende der Saison spielte er dreimal für die zweite Mannschaft in der Promotion League und einmal für die erste Mannschaft in der Super League. Nach zwei Spielen für die Reserve avancierte der Ersatztorhüter von Kevin Fickentscher in der Spielzeit 2020/21 ab Mitte Dezember 2020 zum neuen Stammtorhüter der Profis und verpasste bis Anfang März 2021 keine Spielminute. Danach stand Fickentscher wieder regelmässig im Tor, und Fayulu kam nur am 4. April zu einem weiteren Einsatz für die erste Mannschaft. Der FC Sion wurde in der Abschlusstabelle Neunter und gewann die folgende Barrage nach Hin- und Rückspiel mit insgesamt 6:4 gegen den FC Thun, wodurch der Klassenerhalt erreicht wurde. Im August 2021 wurde Fayulu beim Auswärtsspiel in St. Gallen rassistisch beleidigt. Ein 39-jähriger St. Gallen-Fan wurde in diesem Zusammenhang mit einer Busse und einem Stadionverbot bestraft.
Im Sommer 2022 wechselte Fayulu leihweise für eine Saison zum FC Winterthur, nachdem der bisherige Stammtorhüter der Winterthurer, Raphael Spiegel, den Aufsteiger zugunsten eines Engagements beim Absteiger FC Lausanne-Sport verlassen hatte. Dort fiel er aber ab November verletzungsbedingt aus und war danach nur noch Ersatztorhüter. Nach Ende der Leihe kehrte er zurück zum inzwischen abgestiegenen FC Sion.

### Nationalmannschaft
Fayulu wurde im März 2021 erstmals sowohl in das Kader der A-Nationalmannschaft der Demokratischen Republik Kongo als auch in das Kader der Schweizer U-21-Nationalmannschaft für die U-21-Europameisterschaft berufen. Fayulu entschied sich für letztere, blieb allerdings ohne Einsatz; die Schweiz schied nach drei Partien in der Vorrunde aus.